# هینفورد
هینفورد (به انگلیسی: Hainford) یک محله مدنی و روستا در بریتانیا است که در Broadland واقع شده‌است. هینفورد ۶٫۹۴ کیلومتر مربع مساحت و ۹۸۹ نفر جمعیت دارد.